# Marthe McKenna
Marthe Mathilde Cnockaert (Westrozebeke, Flandes Occidental, 28 de octubre de 1892 - 8 de enero de 1966), más tarde Marthe McKenna, fue una enfermera belga y espía para el Reino Unido y sus aliados durante la Primera Guerra Mundial.

## Trayectoria
Marthe Mathilde Cnockaert nació el 28 de octubre de 1892 en el pueblo de Westrozebeke, en la provincia belga de Flandes Occidental, hija de Felix Cnockaert y su esposa Marie-Louise Vanoplinus.Comenzó a estudiar en la facultad de medicina de la Universidad de Gante, pero sus estudios se vieron interrumpidos por el estallido de la Primera Guerra Mundial.
En agosto de 1914, las tropas alemanas arrasaron su pueblo, quemaron su casa y separaron temporalmente a su familia. Cnockaert estudiaba medicina, pero fue reclutada como enfermera en un hospital militar alemán situado en el pueblo, donde fue valorada por su formación médica y sus habilidades multilingües, hablando inglés y alemán, además de francés y flamenco. Los alemanes le concedieron la Cruz de Hierro por sus servicios médicos.
En 1915 fue trasladada al Hospital Militar Alemán de Roulers, donde se reunió con su familia que también se había mudado allí tras la destrucción de su casa. Por esa época, una amiga de la familia y ex vecina, Lucelle Deldonck, se acercó a ella y le reveló a Cnockaert que era una agente de inteligencia británica y quería reclutarla para una red de inteligencia anglo-belga que operaba en la ciudad.
Durante dos años, Cnockaert (nombre en clave "Laura") utilizó su fachada de enfermera y  proximidad al personal militar alemán (tanto en el hospital y como la camarera en el café de sus padres) para reunir información militar importante para los británicos y sus aliados, que transmitía a otros agentes en iglesias locales. Trabajó principalmente con otras dos espías belgas: una anciana vendedora de verduras cuyo nombre en código era "Canteen Ma" y un agente de correos cuyo nombre en código era "Número 63", quienes la ayudaron a transmitir mensajes hacia y desde el Cuartel General General británico. Sus hazañas durante la guerra incluyeron la destrucción de una línea telefónica que un sacerdote espía local de los alemanes y la obtención de detalles de una visita planeada del Kaiser Guillermo II que después fue cancelada y no se pudo llevar a cabo el ataque aéreo británico. En un momento dado, su inquilino alemán, Otto, intentó reclutarla para espiar a los británicos. Cnockaert intentó transmitirle información inofensiva pero cuando operar como agente doble se volvió demasiado difícil, ella dispuso que se matara a Otto.
También descubrió un sistema de túnel de alcantarillado en desuso ubicado debajo de un depósito de municiones alemán. Aunque colocó los explosivos para destruir el depósito de municiones;  esta operación la llevó a su descubrimiento y captura ya que cuando colocaba la dinamita perdió su reloj con sus iniciales grabados. En noviembre de 1916, Cnockaert fue condenada a muerte por espionaje; sin embargo, su sentencia fue conmutada a cadena perpetua debido al honor que le concedía  la Cruz de Hierro alemana que había ganado anteriormente. Cumplió dos años en duras condiciones en una prisión de Gante y fue liberada en 1918 cuando se declaró el armisticio con Alemania, poniendo fin a la guerra.
Cnockaert recibió honores británicos, franceses y belgas por su valentía en su labor de espionaje; fue mencionada en los despachos del 8 de noviembre de 1918 por el mariscal de campo Sir Douglas Haig en reconocimiento a su labor de inteligencia, y además recibió un certificado británico por valentía de Winston Churchill; también fue nombrada miembro de las Legiones de Honor francesa y belga.
Se casó con John "Jock" McKenna, un oficial del ejército británico. Sus memorias ¡Yo era una espía! Fue escrita por su marido y publicada bajo su nombre de casada en 1932. Winston Churchill escribió el prólogo del libro. La publicación de sus memorias fue motivada por la visita de un autor inglés que animó a Marthe a escribir y publicar detalles de sus experiencias durante la guerra. Tras una cálida recepción crítica y popular de sus memorias y otras anécdotas de espionaje, los McKenna publicaron una serie de más de una docena de novelas de espías. Aunque se publicó bajo el nombre de Marthe, se especula que su marido fue en gran medida responsable de su escritura.
La pareja se mudó a Mánchester durante la Segunda Guerra Mundial ya que aún estaba en la lista negra de sujetos destacados que serían arrestados por los nazis en caso de una invasión exitosa de Gran Bretaña. Los McKenna regresaron más tarde a la casa familiar de Marthe en Westrozebeke, y no aparecieron más libros después de que el matrimonio de los McKenna terminara alrededor de 1951. Marthe McKenna permaneció en Westrozebeke y murió en 1966.

## Legado
El personaje de Marthe Cnockaert fue interpretado por Madeleine Carroll en la película de Victor Saville de 1933 Yo era un espía, basada en sus memorias. 
En 2000, una biografía sobre ella dio lugar a la primera traducción al neerlandés de «¡Yo fui espía!». En 2016, como parte de las ceremonias conmemorativas de la guerra, una exposición interactiva celebrada en la ciudad de Roeselare mostraba a McKenna como uno de los personajes protagonistas.

## Obras
- 1932: ¡Yo era un espía! ISBN 978-1910860038
- 1934: Espías que conocíISBN 978-1910860151
- 1935: Nació un espíaISBN 978-1494060619
- 1936: Mi espía maestro: una narrativa del servicio secreto
- 1936: Los tambores nunca suenan
- 1937: Lancer Spy: una historia de servicio secreto y espionaje en tiempos de guerra
- 1937: Set a Spy
- 1938: Doble espía: una historia del servicio secreto moderno
- 1939: Cazar a un espía
- 1939: Espiando a ciegas
- 1941: Espía en caqui
- 1942: Armas y espionaje
- 1943: Espía de caza nocturno
- 1944: Vigilancia al otro lado del Canal
- 1946: Escribe tu propio best-seller
- 1950: Tres espías por la gloria
- 1951: Lo pasado es prólogo